# Сілібаурі
Сілібаурі (груз. სილიბაური) — село в Грузії.
За даними перепису населення 2014 року в селі проживає 117 осіб.